# Věslav
Věslav je mužské křestní jméno slovanského původu. Jde o českou podobu polského jména Wiesław, které znamená velmi slavný. Vzniklo zkrácením jména Veleslav (též Velislav), které má stejný význam. Někdy se také jméno Věslav považuje za překlad jména Augustin. Svátek slaví dne 1. dubna, spolu se jménem Hugo.
Ženská podoba tohoto jména je Věslava. K roku 2016 žilo v Česku 20 nositelek tohoto jména.

## Domácké podoby
Mezi domácké podoby patří např. Věslávek nebo Slávek.

## Počet nositelů
Jméno nebylo v Česku nikdy příliš běžné ani oblíbené. Vzhledem k podstatně širšímu užití v Polsku bylo používáno zejména ve slezských oblastech. Dosud je tam jméno nejvíce rozšířeno, převážně v městech východně od Ostravy (Havířov, Třinec a Český Těšín). Jméno se také vyskytuje ve Středočeském kraji, po jednom nositeli poté v Praze a Libereckém kraji. K roku 2016 žilo v Česku celkem 53 nositelů tohoto jména, z nichž se nejvíce (8) narodilo roku 1963. Nejmladší nositel se narodil roku 1979, od tohoto roku jméno zcela vymizelo.
V Polsku je jméno podstatně běžnější. Podle neoficiálních údajů z roku 2014 žilo v Polsku přibližně 32 278 nositelů jména Wiesław a bylo zde tak 171. nejčastějším křestním jménem. I tam je ale již jméno mezi nově narozenými chlapci poměrně vzácné: v roce 2024 se jich v celém Polsku narodilo pouze devět.

## Významné osobnosti
- Wiesław Adam Berger – polský prozaik
- Wiesław Błach – polský judista
- Wiesław Chrzanowski – polský poručík a fotograf
- Wiesław Jobczyk – polský hokejista
- Wiesław Kończak – polský zápasník
- Wiesław Maniak – polský atlet
- Věslav Michalik – český politik a fyzik
- Wiesław Myśliwski – polský prozaik, dramatik a scenárista
- Wiesław Ochman – polský operní zpěvák
- Wiesław Stanisławski – polský horolezec
- Věslav Szpak – český luteránský pastor
- Wiesław Tokarz – polský hokejista
- Wiesław Woda – polský politik